# ガース・ニクス
ガース・ニクス（Garth Nix, 1963年7月19日 - ）はオーストラリアのファンタジー小説家。ビクトリア州メルボルン生まれ。キャンベラ大学卒業。日本では、『古王国記シリーズ』や『セブンスタワーシリーズ』の作者として知られている。

## 著作リスト
古王国記 (The Old Kingdom)
- 1995年 『サブリエル 冥界の扉』 (Sabriel)
- 2001年 『ライラエル 氷の迷宮』 (Lirael)
- 2003年 『アブホーセン 聖賢の絆』 (Abhorsen)

外伝
- 2005年 Creature in the Case
Across the Wall: A Tale of the Abhorsen and Other Stories 所収

セブンスタワー (The Seventh Tower)
- 2000年 『光と影 』(The Fall)
- 2000年 『城へ』 (Castle)
- 2001年 『魔法の国』 (Aenir)
- 2001年 『キーストーン』 (Above the Veil)
- 2001年 『戦い』 (Into Battle)
- 2001年 『紫の塔』 (The Violet Keystone)

王国の鍵 (The Keys to The Kingdom)
- 2003年 Mister Monday『アーサーの月曜日』（2009年、主婦の友社、原田勝翻訳、ISBN 978-4072547755）
- 2004年 Grim Tuesday 『地の底の火曜日』（2009年、主婦の友社、原田勝翻訳、ISBN 978-4072547816）
- 2005年 Drowned Wednesday 『海に沈んだ水曜日』（2009年、主婦の友社、原田勝翻訳、ISBN 978-4072547984）
- 2006年 Sir Thursday 『戦場の木曜日』（2010年、主婦の友社、原田勝翻訳、ISBN 978-4072548066）
- 2007年 Lady Friday 『記憶を盗む金曜日』（2010年、主婦の友社、原田勝翻訳、ISBN 978-4072548127）
- 2008年 Superior Saturday 『雨やまぬ土曜日』（2011年、主婦の友社、原田勝翻訳、ISBN 978-4072548295）
- 2009年 Lord Sunday 『復活の日曜日』（2011年、主婦の友社、原田勝翻訳、ISBN 978-4072548356）

短編集
- 2005年 Across the Wall: A Tale of the Abhorsen and Other Stories
- 2007年 One Beastly Beast: Two Aliens, Three Inventors, Four Fantastic Tales - a book of short stories for younger readers 『海賊黒パンと、プリンセスに魔女トロル、2ひきのエイリアンをめぐるぼうけん』（2008年、主婦の友社、原田勝翻訳、ISBN 978-4072616406）